# Чемпіонат Італії з футболу 1902
Чемпіонат Італії з футболу 1902 — п'ятий сезон футбольного чемпіонату в Італії. В чемпіонаті брали участь 8 команд. Матчі проходили з 2 березня по 13 квітня. Переможцем турніру вчетверте став Дженоа.
| Пріма Категоріа 1902 |
| -------------------- |
| «Дженоа» 4-й титул   |

## Учасники

### Чинний чемпіон
- Мілан

### Претенденти

#### П'ємонт
- Гіннастіка
- Торінезе
- Ювентус
- Аудаче

#### Ломбардія і Лургія
- Медіоланум
- «Андреа Дорія»[it]
- Дженоа

## Турнір

### П'ємонт
| М | Команда    | І | В | Н | П | МЗ | МП | РМ | О | Кваліфікація або пониження в класі |
| - | ---------- | - | - | - | - | -- | -- | -- | - | ---------------------------------- |
| 1 | Торінезе   | 3 | 2 | 1 | 0 | 5  | 1  | +4 | 5 | Тайбрейк                           |
| 2 | Ювентус    | 3 | 2 | 1 | 0 | 9  | 1  | +8 | 5 | Тайбрейк                           |
| 3 | Аудаче     | 3 | 0 | 1 | 2 | 5  | 10 | −5 | 1 |                                    |
| 3 | Гіннастіка | 3 | 0 | 0 | 3 | 2  | 9  | −7 | 0 |                                    |

##### Результат
| Команда 1 | Рахунок | Команда 2  |
| --------- | ------- | ---------- |
| Торінезе  | 1-1     | Ювентус    |
| Аудаче    | 5-2     | Гіннастіка |
| Ювентус   | 6-0     | Аудаче     |
| Торінезе  | 2-0     | Гіннастіка |
| Торінезе  | 2-0     | Аудаче     |
| Ювентус   | 2-0     | Гіннастіка |

#### Тайбрейк
| 23.03.1902 |

| Торінезе | 4-1 | Ювентус |
| -------- | --- | ------- |
|          |     |         |

| П'яцца д'Армі, Турин |

### Ломбардія і Лургія
| 09.03.1902 |

| Дженоа          | 3-1 | «Андреа Дорія» |
| --------------- | --- | -------------- |
| Пастер Сальваде |     | Бологніні      |

| Понте Каррега, Генуя Арбітр: Вебер |

| 16.03.1902 |

| Дженоа | 2-0 | Медіоланум |
| ------ | --- | ---------- |
| Сенфт  |     |            |

| Понте Каррега, Генуя |

## Півфінал
| 06.04.1900 |

| Торінезе | 3-4 | Дженоа |
| -------- | --- | ------ |
| ???      |     | ???    |

| Velodromo Umberto I, Турин |

## Фінал
| 13.04.1900 |

| Дженоа          | 2-0 | Мілан |
| --------------- | --- | ----- |
| Сальваде Пастер |     |       |

| Понте Каррега, Генуя Арбітр: Джон Севідж |